# Litsea calophyllantha
Litsea calophyllantha är en lagerväxtart som beskrevs av Karl Moritz Schumann. Litsea calophyllantha ingår i släktet Litsea och familjen lagerväxter. Inga underarter finns listade i Catalogue of Life.